# Ernst Scherzer
Ernst Scherzer (Schöneck, 5 ottobre 1937) è un ex sciatore alpino tedesco che gareggiò per la nazionale tedesca orientale e, ai IX Giochi olimpici invernali di Innsbruck 1964, per la Squadra Unificata Tedesca.

## Biografia

### Carriera sciistica

#### Stagioni 1958-1965
Sciatore polivalente membro del gruppo Das Wunder vom Fichtelberg (il nomignolo, dal nome della vetta principale dei Monti Metalliferi dei quali erano originari, identificava tutto il gruppo degli sciatori tedeschi orientali provenienti da quella zona), Ernst Scherzer ottenne i primi piazzamenti internazionali ai Mondiali di Badgastein 1958 (2-9 febbraio), dove fu 34º nella discesa libera, 40º nello slalom gigante, 42º nello slalom speciale e 24º nella combinata; fu selezionato per far parte della Squadra Unificata Tedesca agli VIII Giochi olimpici invernali di Squaw Valley 1960 (19-27 febbraio), ma non prese il via in nessuna gara.
Nel 1963 si classificò 7º nello slalom gigante e 3º nello slalom speciale delle gare della Kleinwalsertal (23-24 febbraio); l'anno dopo assieme a Eberhard Riedel costituì la rappresentanza della Germania Est alla Squadra Unificata Tedesca ai IX Giochi olimpici invernali di Innsbruck 1964 (29 gennaio-9 febbraio), sua unica presenza olimpica, e in quell'occasione chiuse 13º nello slalom speciale, l'unica gara nella quale prese il via. Nel prosieguo della stagione si classificò 3º nello slalom speciale del trofeo Pokal Vitranc (Kranjska Gora, 29 febbraio-1 marzo).

#### Stagioni 1966-1969
Ai Mondiali di Portillo 1966, sua ultima presenza iridata, si piazzò 38º nella discesa libera, 20º nello slalom speciale e non completò lo slalom gigante. L'anno dopo prese parte a due gare della stagione inaugurale della Coppa del Mondo, gli slalom speciali di Wengen del 15 gennaio 1967 e di Kitzbühel del 22 gennaio, in entrambi i casi senza completare la prova. 
La sua ultima gara internazionale fu lo slalom speciale pre-olimpico di Chamrousse del 18 febbraio 1967, chiuso da Scherzer al 10º posto; continuò a gareggiare in ambito nazionale fino al suo ritiro, nel 1969, dovuto alla decisione del regime del suo Paese di non investire nello sci alpino, poiché - anche a causa della conformazione geografica della Germania Est, povera di montagne - tale sport (definito "non socialista") non garantiva rientri, in termini di possibili medaglie olimpiche, dei massicci investimenti necessari per la sua promozione.

### Altre attività
Dopo il ritiro divenne allenatore e responsabile dei materiali nei quadri della Nazionale di sci nordico della Germania Est, occupandosi delle scioline per i saltatori con gli sci alle Olimpiadi di Innsbruck 1976, Lake Placid 1980 e Sarajevo 1984, e sposò la slittinista Heidi Schuffenhauer. Tra il 1977 e il 1989 fu informatore della Stasi, la polizia segreta della Germania Est; tale attività fu in seguito definita da Scherzer «il più grande errore della mia vita».

## Palmarès

### Campionati tedeschi orientali
- 19 medaglie[1]:
  - 10 ori (slalom gigante nel 1958; combinata nel 1959; slalom gigante/2 nel 1962; slalom speciale, combinata nel 1963; slalom gigante, slalom speciale, combinata nel 1965; combinata nel 1967; combinata nel 1968)
  - 7 argenti (combinata nel 1958; slalom speciale nel 1959; slalom gigante nel 1963; discesa libera, slalom speciale nel 1967; slalom gigante, slalom speciale nel 1968)
  - 2 bronzi (discesa libera, slalom gigante nel 1959)